# NGC 7139
NGC 7139 (другое обозначение — PK 104+7.1) — планетарная туманность в созвездии Цефей.
Этот объект входит в число перечисленных в оригинальной редакции «Нового общего каталога».